# Jaroslavice
Jaroslavice (en allemand : Joslowitz) est une commune du district de Znojmo, dans la région de Moravie-du-Sud, en République tchèque. Sa population s'élevait à 1 268 habitants en 2020.

## Géographie
Jaroslavice se trouve à la frontière autrichienne, à 18 km au sud-est de Znojmo, à 56 km au sud-sud-ouest de Brno et à 197 km au sud-est de Prague.
La commune est limitée par Křídlůvky au nord, par Hrádek au nord-est et à l'est, par l'Autriche au sud et par Slup à l'ouest et au nord-ouest.

## Histoire
La première mention écrite de la localité date de 1249.